# Тельве
Тельве (итал. Telve) — коммуна в Италии, располагается в провинции Тренто области Трентино-Альто-Адидже.
Население составляет 1995 человек (2011 г.), плотность населения составляет 29 чел./км². Занимает площадь 64 км². Почтовый индекс — 38050. Телефонный код — 0461.
Покровительницей коммуны почитается Пресвятая Богородица. Её Успение ежегодно празднуется 15 августа.

## Демография
Динамика населения:

## Администрация коммуны
- Официальный сайт: http://www.comune.telve.tn.it/